# St Bernard’s F.C.
St Bernard’s F.C., właśc. St Bernard’s Football Club – szkocki klub piłkarski z siedzibą w Edynburgu.

## Historia
Klub istniał w latach 1878–1943. W swojej historii rozegrał 7 sezonów w pierwszej lidze, w czasach kiedy stanowiły ją rozgrywki First Division. Występował też przez 33 sezony na poziomie drugiej ligi (w Second Division). W sezonie 1894/1895 zdobył Puchar Szkocji, pokonując w finale zespół Renton wynikiem 2:1.

### Historia występów w pierwszej lidze
| Sezon   | Liga           | Miejsce     |
| ------- | -------------- | ----------- |
| 1893/94 | First Division | 3.          |
| 1894/95 | First Division | 6.          |
| 1895/96 | First Division | 7.          |
| 1896/97 | First Division | 7.          |
| 1897/98 | First Division | 9.          |
| 1898/99 | First Division | 7.          |
| 1899/00 | First Division | 9. (spadek) |

## Reprezentanci kraju grający w klubie
|  | - Jimmy Adams - Walter Arnott - Davie Baird - William Baird - Mark Bell - Jimmy Boyd - Sandy Brown - Jimmy Campbell - Alec Christie |  | - John Clelland - Robert Findlay - Bob Foyers - Charles Heggie - Jamie Hutton - Alexander King - James Lowe - Harry Marshall - Duncan McLean |  | - James McMillan - Jimmy Oswald - Daniel Paton - Tom Robertson - Bob Smellie - Andrew Stewart - Willie Summers - / Ned Weir |